# Wadi Al Shabak
Wadi Al Shabak (in arabo وادي الشبك‎?), o anche Wadi Alshabak, è una comunità dell'Emirato di Dubai, negli Emirati Arabi Uniti. Amministrativamente fa parte del Settore 4 e si trova nella zona centro-settentrionale di Dubai.

## Territorio
Il territorio della comunità occupa una superficie di 10,5 km² che si sviluppa in un'area semi-desertica nella zona centro-settentrionale di Dubai.
Wadi Al Shabak è delimitato a nord dalla Tripoli Street (D 83), a est dalla Emirates Road (E 611) e a sud dalla Al Awir Road (E 44) e ad ovest dalla Sheikh Zayed Bin Hamdan Al Nahyan Street (D 54).
Come detto questa area è desertica e sostanzialmente disabitata. Nel 2018, nell'ambito del programma Mohammed bin Rashid Housing Establishment (MHRE), sono stati assegnati 10.000 appezzamenti di terreno per i cittadini degli Emirati che ne avevano fatto domanda secondo il piano suddetto. Di questi appezzamenti,  1.315, per una superficie totale di 232 ettari riguardano Wadi Al Shabak.
Da notare infine che Wadi Al Shabak è uno dei pochi siti in Dubai dove è permesso il campeggio di lunga sosta.
L'area non è attualmente servita dalla Metropolitana di Dubai. Inoltre non esistono attualmente (2022) linee di superficie che attraversino il quartiere. L'unica linea che arriva nella zona è la E 16 che collega la stazione degli autobus di Al Sabkha con Hatta, e che transita sulla Al Awir Road, sul lato meridionale del quartiere. L'unica fermata presente in zona è quella di Wadi Al Shabak Camp.